# Замок Монсоро (музей)
Музей современного искусства «Замок Монсоро» (фр. Château de Montsoreau - musée d'Art contemporain) — это частный музей современного искусства, созданный французским коллекционером Филиппом Меайем. Он расположен в одноимённом замке, в долине Луары в Монсоро (Мен и Луара) и был открыт 8 апреля 2016 года. Экспозиция музея представляет собой крупнейшую в мире коллекцию произведений искусства британской художественной группы Искусство и язык. Эта группа оказала большое влияние на возникновение и развитие концептуального искусства. Среди наиболее известных экспонатов музея — рукописное Либретто к опере Victorine, а также инсталляции Mirror Piece и Air-Conditioning show. Собранная с начала 1990-х годов коллекция Филиппа Меайя иногда передается во временное пользование другим учреждениям, а до 2017 года частично экспонировалась в Музее современного искусства в Барселоне (MACBA).

## Расположение
Музей современного искусства "Замок Монсоро " находится на западе Франции. Он расположен в стенах Замка Монсоро в центре долины Луары, классифицированной ЮНЕСКО, в 250 км к западу от Парижа. Являясь одновременно исторической достопримечательностью и культурных объектом, скала (Mont Soreau), на которой построен нынешний замок, известна также тем, что на ней находились два других строения: храм или римская вилла во времена Римской Галлии и крепость, построенная в тысячном году Фульком Неррой. На перекрестке исторических провинций Турень, Анжу и Пуату, замок становится одним из стратегических опорных пунктов обороны территории Анжу, а также зоной контроля за движением транспорта на Луаре. Жан II де Шамб построил в 1453 году на месте крепости у слияния рек Вьенны и Луары известное нам сегодня здание. Это единственный из знаменитых замков Луары, который построен в самом русле реки.

## Архитектура

### План
| План расположения различных зданий музея современного искусства «Замок Монсоро» | План расположения различных зданий музея современного искусства «Замок Монсоро» | План расположения различных зданий музея современного искусства «Замок Монсоро» | Plan montrant l’implantation des différents bâtiments du château de Montsoreau — musée d’Art contemporain. |
| Здания                                                                          | Сады и прилегающие территории                                                   |                                                                                 | Plan montrant l’implantation des différents bâtiments du château de Montsoreau — musée d’Art contemporain. |
| 3 : Ресторан Жан 2                                                              | 1 : Порт музея современного искусства «Замок Монсоро»                           |                                                                                 | Plan montrant l’implantation des différents bâtiments du château de Montsoreau — musée d’Art contemporain. |
| 4 : Гардеробная                                                                 | 2 : Парковка музея современного искусства «Замок Монсоро»                       |                                                                                 | Plan montrant l’implantation des différents bâtiments du château de Montsoreau — musée d’Art contemporain. |
| 5 : Книжный магазин — билетная касса                                            | 8 : Сады                                                                        |                                                                                 | Plan montrant l’implantation des différents bâtiments du château de Montsoreau — musée d’Art contemporain. |
| 6 : Замок Монсоро                                                               | 9 : Вход в сады                                                                 |                                                                                 | Plan montrant l’implantation des différents bâtiments du château de Montsoreau — musée d’Art contemporain. |
| 7 : Ворота дворца сенешальства                                                  |                                                                                 |                                                                                 | Plan montrant l’implantation des différents bâtiments du château de Montsoreau — musée d’Art contemporain. |

### Замок Луары
Истинный Замок Луары, замок Монсоро, строительство которого потребовало разрушения старой средневековой крепости, чтобы иметь возможность расположиться на скале, находится на берегу реки. Эти работы, выполненные по заказу или при содействии Карла VII, состоялись по окончании Столетней войны. Старые крепости эволюционируют от своей военной роли к жилому использованию. Этот ключевой период в эволюции между готическим и ренессансным искусством привел к появлению таких зданий, как замки Ланже, Шомон-сюр-Луар или Монсоро, типология и планировка которых близки к канонам Ренессанса, сохраняя при этом элементы, типичные для военной архитектуры.
Этот жилой характер большого итальянского дома, равно как и связь, которую здание сохраняет с водой, ещё более ярко выражен в Монсоро, поскольку Жан II де Шамб, в то время посол короля Франции в Венеции, несомненно, был вдохновлен примерами, которые он видел. Жан II де Шамб с Жаком Кёром первыми из сеньоров королевства установили итальянский ренессанс во Франции.
Расположенный в центре долины Луары, замок включен в список Всемирного наследия ЮНЕСКО. Его аудитория состоит из международных и французских посетителей, а также местных жителей близлежащих городов Анжу и Турень.

## Постоянная коллекция
Коллекция Филиппа Меайя представляет собой крупнейший в мире фонд произведений Искусства и языка. Он расположен на первых двух этажах музея. Эта коллекция состоит исключительно из работ художественной группы Искусство и язык. Соглашение с Лондонской современной галереей Тейт позволяет сразу после открытия показать фильм, совместно созданный этим учреждением и Bloomberg, в выставочных помещениях музея современного искусства «Замок Монсоро».

### Искусство и язык
Искусство и язык — это группа британских, американских и австралийских художников, основанная в 1968 году. Она названа как газета Искусство и язык. Въедливые вопросы участников этой группы о статусе художника, произведения искусства или даже учреждения делают их одними из самых радикальных фигур в истории искусства второй половины XX века. Этот коллектив, стоящий у истоков того, что сейчас называется концептуальным искусством, по-прежнему активен и в настоящее время представлен Майклом Болдуином, Мелом Рамсденом.
Название Искусство и язык, как по своему значению, так и по своему позиционированию, оставалось нестабильным. По мнению искусствоведов и художественных критиков — это позиционирование не только художественной группы, но и художественного движения или художественной и литературной практики; художники, тем временем, определили свое намерение как попытку уйти от героической личности художника, указав, что индивидуальное творение не существует. Значение рассматривается скорее как дискурсивная и критическая практика, чем как анализ связей между искусством и Языком.

Отвечая на вопрос о ценности текста в изобразительном искусстве, один из художников Искусство и язык сказал: 
"Картина стоит тысячи слов", это старое клише на английском. Философ Дональд Дэвидсон, таким образом, предполагает, что нельзя обменять живописное изображение на вербальное, потому что у них нет одной и той же единицы обмена. Я согласен с этим. Но что будет, если картинка представляет собой тысячу слов? Здесь может быть двусмысленность.Art & Language
Таким образом, в 1968 году основатели группы выбирают этот общий термин, чтобы продемонстрировать свою волю к анонимности и обозначить свою разнообразную художественную деятельность. Со временем к Искусство и язык присоединились до пятидесяти художников, в том числе: Терри Аткинсон, Дэвид Бейнбридж, Майкл Болдуин, Ян Берн, Чарльз Харрисон, Джозеф Кошут, Сол Левитт, Филип Пилкингтон, Мел Рамсден, Дэвид Раштон, Майо Томпсон, Кэтрин Бигелоу, Дэн Грэм и Лоуренс Вайнер. В 1977 году, когда Майо Томпсон, лидер экспериментальной рок-группы The Red Krayola, покинул коллектив, его членами остались Майкл Болдуин, Чарльз Харрисон и Мел Рамсден.

### Произведения

#### Mirror Piece
Работа Mirror Piece — это инсталляция, состоящая из зеркал разных размеров, работа Майкла Болдуина, датированная 1965 годом, была впервые выставлена в Ковентри в 1966 году. Она сбыла включена в фонд произведений Искусство и язык при создании группы в 1968 году. Варианты этой работы существуют в коллекциях Современной галереи Тейт и Национальной галереи Виктории.

#### Victorine
Опера «Victorine» была написана в 1981 году группой Искусство и язык. Музыка Майо Томпсона (лидера группы «Red Krayola»). Художественная группа Искусство и язык начала писать «Victorine» в начале 1980-х годов по просьбе немецкого телеканала. Он хотел снять на киноплёнку представление оперы на открытии «Documenta 7» в 1982. Этот проект был заброшен из-за неорганизованности, но, несмотря на это, в 1983 году либретто было завершено. Впервые оно было опубликовано в 1984 году в журнале Искусство и язык, а через десять лет его первый французский перевод был опубликован Национальной галереей Же-де-Пом, в то время возглавляемой Альфредом Паккементом. Рукопись оперы хранится в музее современного искусства «Замок Монсоро».

#### Air-Conditioning Show
Air-Conditioning show — произведение, впервые появившееся в 1966 году в текстовом виде. Именно Роберт Смитсон в 1967 году помог Майклу Болдуину опубликовать произведение в Нью-Йоркском журнале Arts Magazine. В этой статье Майкл Болдуин представлен как «писатель и художник, не интересующийся выставкой». Впервые инсталляция была показана в 1972 году на выставке, организованной Джозефом Кошутом в Школе Изобразительных Искусств в Нью-Йорке. В статье, опубликованной в газете The Independent, критик Чарльз Дьюент отмечает, что это произведение «датируется временем, когда визуальное искусство в Великобритании начинает становиться невизуальным, когда просто визуальное становится подозрительным». Рукописи этой работы хранятся в Современной Галерее Тейт, а инсталляция находится в Музее современного искусства «Замок Монсоро».

### Отзывы

#### Карлес Герра
В пресс-релизе, опубликованном по случаю выставки в MACBA, которую он курировал, Карлес Герра заявляет:
На эту коллекцию не только влияет отношение художников, но и археологическая перспектива, с которой она была собрана
Art & Language Uncompleted (пресс-релиз)Карлес Герра

#### Бартомеу Мари и Фабрис Эрготт
В передовице произведения Art & Language Uncompleted — The Philippe Méaille Collection Бартомеу Мари и Фабрис Эрготт, директора MACBA и Музея современного искусства Парижа, совместно пишут:
Коллекция Филиппа Меайя с многообразием произведений искусств, среди которых есть картины, созданные в начале 80-х годов, и другие типы художественных практик, избегает любой идеи превращения художников Искусство и язык в карикатуры концептуального искусства
Art & Language Uncompleted - The Philippe Méaille CollectionБартомеу Мари, Фабрис Эрготт
.

## История создания
В 2015 году Филипп Меайе подписал договор долгосрочной аренды сроком на 25 лет с президентом департамента Мен и Луара на имущество Замка Монсоро. После утечек в прессе сразу начался спор о продаже первоклассного французского наследия частному лицу. Мэр Монсоро заявил, что для его города было честью оказаться выбранным для размещения всемирно известной современной коллекции произведений искусства Филиппа Меайе и президента Кристиана Жилле, что он и его команда получили редкую возможность для своей территории относительно образования и видимости.

## Деятельность

### Временные выставки
Временные выставки позволяют посетителям открыть для себя современное искусство с 1960-х годов до наших дней.
- 2016: Agnès Thurnauer, a History of Painting.[52][53]
- 2017: Этторе Соттсасс, Designer of the World.[54][55][56]
- 2018: Искусство и язык, Reality (Dark) Fragments (Light).
- 2018: 1968: Sparta Dreaming Athens.
- 2019: Искусство и язык, Mappa Mundi.
- 2019: Роман Зигнер[57][58].
- 2019: Шарлотта Мурман[59], Think Crazy
- 2020: Home from home[60]

## События

### Премия Франсуа Морелле
С 2016 года Музей современного искусства «Замок Монсоро» сотрудничает с Национальными днями книг и вина в Сомюр, чтобы ежегодно награждать одного писателя-искусствоведа премией Франсуа Морелле.
- 2016: Катрин Милле, художественный критик и главный редактор artpress.[61]
- 2017: Мишель Онфре, Философ.[62]
- 2018: Eric de Chassey, директор Национального института истории искусств.
- 2019: Bernar Venet, художник[63].

### Конференции
- 2016: Представление бара Джексона Поллока: Интервью с Викториной Мёран.
- 2016: Филипп Меайе, Forumidable, Национальная школа промышленного творчества (ENSCI), Париж.
- 2016: Искусство и язык, Филипп Меайе, Гийом Дезанж. ЭКСПО ЧИКАГО, США.[64]
- 2017: Christophe Le Gac : Этторе Соттсасс супергерои дизайна, Музей современного искусства «Замок Монсоро», Монсоро.
- 2017: Филипп Меайе, Ценность искусства, Национальная школа изящных искусств, Париж.
- 2017: Fabien Vallos, Chloé Maillet, Louise Hervé, Antoine Dufeu, Arnaud Cohen, Протест 1517—2017, Музей современного искусства «Замок Монсоро».
- 2018: Alexia Guggémos, Интервью, История искусства для чайников (Первые издания), Музей современного искусства «Замок Монсоро», Монсоро.
- 2019: Étienne Candel et Nicolas Lelièvre, Встреча, Поэзия мертва?, Музей современного искусства «Замок Монсоро», Монсоро[65].

### Анимация
2017: Wild Gardens — дань памяти Мириам Ротшильд.
В 2017 году сады замка площадью в один гектар, расположенные на берегу Луары, были превращены в дикие сады в честь Мириам Ротшильд (1908—2005), ботаника, чьи исследования коренным образом изменили традиционный подход к садам, поставив под сомнение возможность создания «естественных» садов. Её владения в Эштон Уолде, расположенные в северной части Лондона, были настоящей лабораторией для проведения экологических экспериментов и создания этих «wild gardens», которые в настоящее время так широко распространены. Отказавшись от техники, химии и интервенционизма, дикий сад способствует коммуникации местных растений и сохраняет окружающую фауну.

### Музейная неделя
С 2017 года Музей современного искусства «Замок Монсоро» участвует в Museum Week и Ночи музеев.

### Политика пользования
Музей современного искусства «Замок Монсоро» активно предоставляет в пользование свою коллекцию французским и международным музеям:
- 2014: Искусство и язык, Made in Zurich, Galerie Bernard Jordan et Jill Silverman van Coenegrachs, Париж, Цюрих, Берлин[70].
- 2016: Искусство и язык — Кабаков, The Non Objective world, Art Basel, Швейцария[71].
- 2016: Искусство и язык — Кабаков, The non objective world, Gallery Sprovieri et Jill Silverman Van Coenegrachs, Лондон, Англия[71].
- 2016: Collection MACBA 31, MACBA, Барселона, Испания[72].
- 2016: Искусство и язык, Paintings I, 1966 — These Scenes 2016, Galerie Carolina Nitsch, Нью-Йорк, США[73].
- 2017-2018: Soulèvements, Национальная галерея Же-де-Пом, Париж, Барселона, Буэнос-Айрес, Мехико, Монреаль[74].
- 2017: La Comédie du langage, Галерея современного искусства, Шинон, Франция[75].
- 2017: Искусство и язык, Kangaroo, Fondation Vincent van Gogh, Arles contemporain, Арль, Франция[76].
- 2017: Luther und die avant-garde, Виттенберг, Берлин, Кассель, Германия[77].
- 2017: Искусство и язык, Homelessstuff, Galerie Rob Tufnell, Кёльн, Германия[78].
- 2017-2018: Искусство и язык, Ten Posters: Illustration for Art-Language, CCCOD, Тур, Франция[79][80].

## Идентификация

### Музееведение
Этап реставрации замка Монсоро и установки произведений искусства из постоянной коллекции сопровождается этапом изучения будущей идентичности музея Гвенаэллой де Керре (семиолог и доктор наук коммуникации). Это исследование, первоначально проведенное с целью размышления о противоречиях, существующих во время перехода от туристического объекта в культурный объект, показывает более сложную реальность:
«Первоначальные обсуждения со спонсорами проекта были сосредоточены вокруг проблемы сложной интеграции научной коллекции современного искусства в исторический и туристический замок. Этот вопрос ограничивал размышления идеей непримиримых противоположностей: культура против туризма, жестокая экономия против гедонизма. Но во время общественных исследований и семинаров выяснилось, что это противопоставление скрывало гораздо более богатый потенциал».
— Гвенаэль де Керре, Design thinking et sémiologie.
Новая графическая идентификация музея была утверждена в марте 2016 года, так же, как и выбор кураторов. Она ориентирована на утопию «воображаемого музея» Андре Мальро, который, по его словам, обязательно является ментальным местом. Таким образом, музей опирается на свою коллекцию концептуального искусства и на здание, которое Филипп Меай определяет как место жизни, где можно изменить традиционное созерцательное отношение посетителей к произведению искусства в сторону участия посетителей в произведении искусства.

### Благоустройство

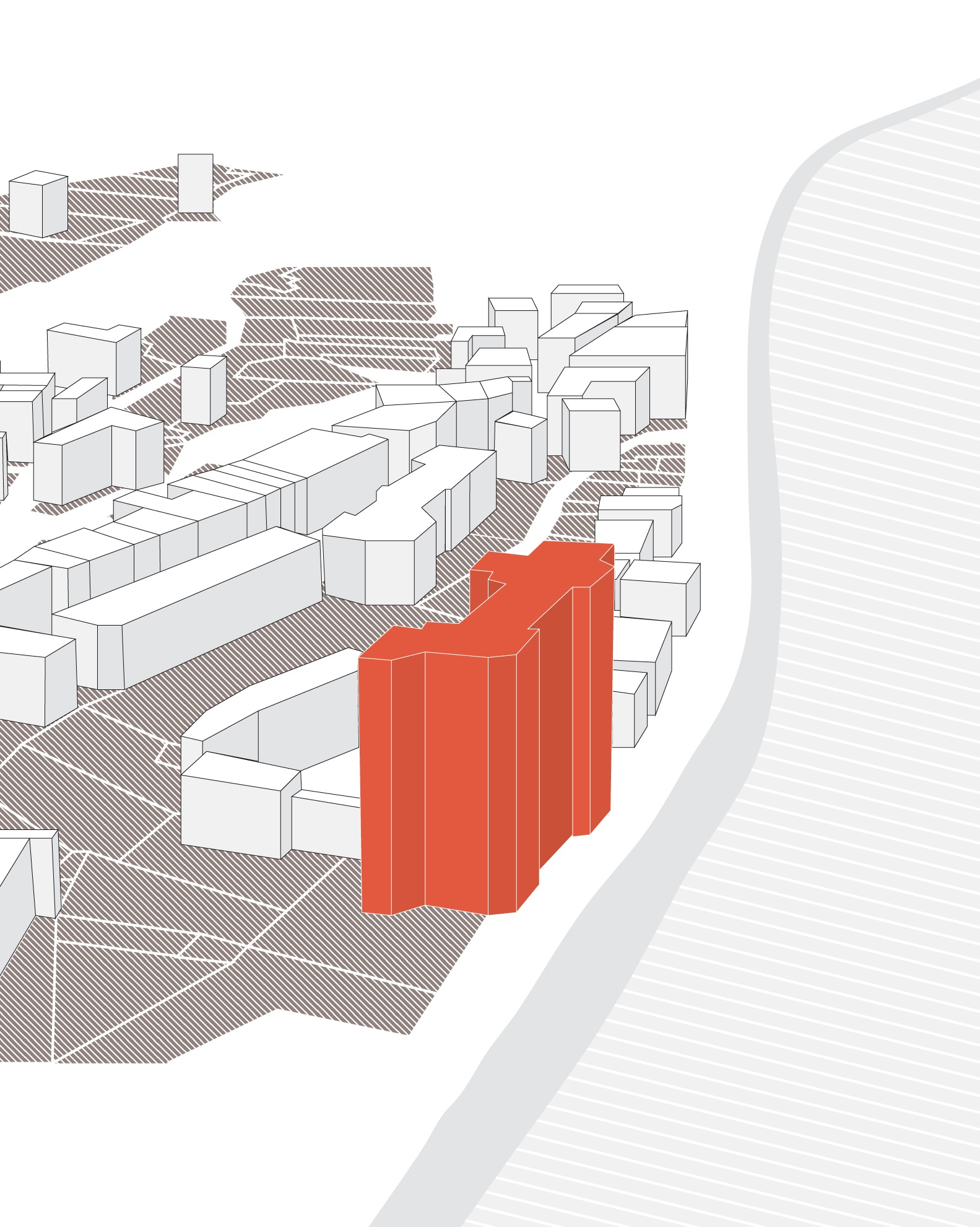
Расположение замка Монсоро в деревне.

Наряду с определением идентификации музея велись обсуждения о наличии музея современного искусства в такой деревне, как Монсоро. Они происходили между художниками Искусство и язык, ассоциацией Association des bâtiments de France, музеем и частью учащихся школы Камондо в течение 2015—2016 учебного года. Результаты исследований студентов внутренней архитектуры здания и потенциального влияния проекта на градостроительство деревушки были представлены на выставке в июле 2016 года. В целях реинтеграции здания в градостроительное проектирование деревни музей реконструирует свои сады, чтобы обозначить их как идеологический проект и обеспечить свободный доступ как посетителям, так и жителям. В мае 2017 года во время биеннале в Долине Луары (посвященном в том году садам) музей представил новую версию своих садов, созданную в честь ученого и ботаника Мириам Ротшильд. Согласно предписаниям знаменитого ботаника, они таким образом подчеркивают дикую природу сада и стремятся создать экосистему, в противовес декоративным садам.
Также в мае 2017 года музей восстановил свой доступ к Луаре и открыл свой порт, чтобы, по словам Филиппа Меайя, «в сотрудничестве с речными моряками построить речное культурное предложение и по-другому обозначить Луару».

### Долговременное развитие
В реставрационных работах, предшествующих открытию Музея современного искусства «Замок Монсоро», экологический фактор учитывался в различных аспектах:
- замена традиционного освещения на светодиодную систему, потребляющую меньше энергии и более экологичную[95];
- известковая побелка туфового камня для обеспечения саморегулирования влажности здания[96];
- теплоизоляция окон и крыши замка[95];
- отсутствие системы отопления и кондиционирования воздуха[95].

В рамках своей деятельности музей также обеспечивает переработку и повторное использование отходов, связанных с временными выставками, и проводит среди своих посетителей кампании по повышению осведомленности об экономии водных ресурсов.

## Полемика

### Размещение музея
Филипп Меай, проживающий в Анжу на протяжении 15 лет, совместно с председателем совета департамента Мен и Луары работает над созданием музея современного искусства и над возможностью размещения его коллекции в замке Монсоро, который является собственностью департамента. После шести месяцев изучения различных документов связанных с арендой замка, просочившаяся в прессу информация вызывает полемику. Фредерик Беатс, возглавивший тогда социалистический список на региональных выборах, выразил сожаление в связи с тем, что большинство «правых» в департаменте Мен и Луара «распродают семейные драгоценности». «Еще более шокирует, — добавил избранный социалист, — что Жак Оксиетт [президент региона Долина Луары] предложил совету департамента партнерство между аббатством Фонтевро и замком Монсоро, чтобы сделать весь этот самюрский сектор ещё более привлекательным». В пятницу 19 июня 2015 г. Кристиан Жиле, председатель совета департамента Мен и Луары, принял решение и передал ключи от замка Монсоро Филиппу Меайю в рамках эмфитевзиса. В это же время он начинает размышлять о современном искусстве как об одной из осей культурного и туристического развития департамента Мен и Луары.